# Funny Lady
Série
Funny Girl
(1968)
Pour plus de détails, voir Fiche technique et Distribution.
Funny Lady est un film musical américain d'Herbert Ross sorti en 1975. 

## Synopsis
Biographie romancée de la comédienne américaine Fanny Brice et de son mariage avec l'imprésario et homme de spectacle Billy Rose.

## Fiche technique
- Titre : Funny Lady
- Réalisateur : Herbert Ross
- Scénario : Jay Presson Allen et Arnold Schulman d'après une histoire de Jay Presson Allen
- Direction musicale : Peter Matz
- Musique : Fred Ebb, John Kander et Peter Matz
- Directeur de la photographie : James Wong Howe
- Montage : Marion Rothman et Maury Winetrobe
- Décors : George Jenkins
- Décorateur de plateau : Audrey A. Blasdel et John Franco Jr.
- Costumes : Ray Aghayan et Bob Mackie
- Producteur : Ray Stark
- Production : Columbia Pictures, Rastar Pictures et Vista
- Distribution : Columbia Pictures
- Format : Couleur (Eastmancolor) - 2.35:1 (Panavision)
- Langue : anglais
- Genre : Biopic, film musical, comédie dramatique et romance
- Durée : 136 minutes
- Dates de sortie : 
  - États-Unis : 15 mars 1975
  - France : 18 mars 1975
- Affiche : Bill Gold (États-Unis)

## Distribution
- Barbra Streisand (VF : Michelle Bardollet) : Fanny Brice
- James Caan (VF : Bernard Tiphaine) : Billy Rose
- Omar Sharif (VF : Jean-Claude Michel) : Nicky Arnstein
- Roddy McDowall :  Bobby Moore
- Ben Vereen : Bert Robbins
- Carole Wells : Norma Butler
- Larry Gates : Bernard Baruch
- Eugene Troobnick : Ned
- Heidi O'Rourke : Eleanor Holm
- Royce Wallace : Adèle
- Lilyan Chauvin : Mademoiselle
- Samantha C. Kirkeby : Fran
- Matt Emery : Buck Bolton
- Joshua Shelley : peintre
- Cliff Norton : directeur de Jeu

## Autour du film
- Ce film est la suite de Funny Girl sorti en 1968.
- L'Auditorium Pan-Pacific est présenté comme étant l'entrée des studios de NBC à Hollywood (en réalité le CBS Studio Center)